# Centro de interpretación de las Torres Arzobispales
El Centro de Interpretación de las Torres Arzobispales (CITA) es un museo de la ciudad española de Pontevedra, creado en 2010 en el antiguo foso de las Torres Arzobispales, antigua fortaleza-palacio en el casco antiguo. El museo se centra en la interpretación de lo que fue uno de los monumentos y estructuras defensivas más importantes de la ciudad, las Torres Arzobispales, que formaban parte de la muralla de Pontevedra.

## Historia
Durante las excavaciones arqueológicas previas a la reurbanización de la avenida de Santa María, que comenzaron en 2008, se descubrieron muros bien conservados que formaban el foso defensivo de la antigua fortaleza medieval de los arzobispos de Santiago de Compostela en la ciudad, construida en el siglo XII y demolida a finales del siglo XIX.
El ayuntamiento de Pontevedra decidió construir un museo subterráneo, ya que el hallazgo se encontraba a unos 5 metros por debajo del nivel actual de la calle. El museo recibió el nombre de CITA y se inauguró el 13 de agosto de 2010.

### Las Torres Arzobispales
Las primeras construcciones datan de 1180. Fernando II donó la ciudad y la fortaleza al Arzobispado de Santiago de Compostela. Durante la Edad Media, el número de edificaciones aumentó. Por ello se construyó una gran fortaleza frente al mar con un gran foso defensivo y su puente levadizo en el lado opuesto.
Esta fortaleza era la residencia de los arzobispos de Santiago de Compostela cuando visitaban Pontevedra y de los reyes de Portugal. Constaba de dos grandes torres, una de ellas almenada, y un tercer cuerpo en el que predominaban las grandes estancias. En sus sótanos se ubicaba la prisión arzobispal.
La fortaleza sufrió sus primeros daños entre 1474 y 1477 como consecuencia de la guerra entre Alonso II de Fonseca, arzobispo de Santiago de Compostela, y Pedro Álvarez de Sotomayor, más conocido como Pedro Madruga.
En 1719, la fortaleza fue casi destruida por los ingleses dirigidos por el general de brigada Honywood durante su ataque a Pontevedra, quedando sólo la gran Torre del homenaje en pie, que más tarde se convirtió en la cárcel de la ciudad.
En 1872 y 1873, en un consejo celebrado para intentar abrir nuevos espacios en la ciudad, las autoridades de la ciudad decidieron demoler las murallas y torres que aún quedaban intactas. Los restos del palacio arzobispal fueron demolidos en 1873.

## Descripción

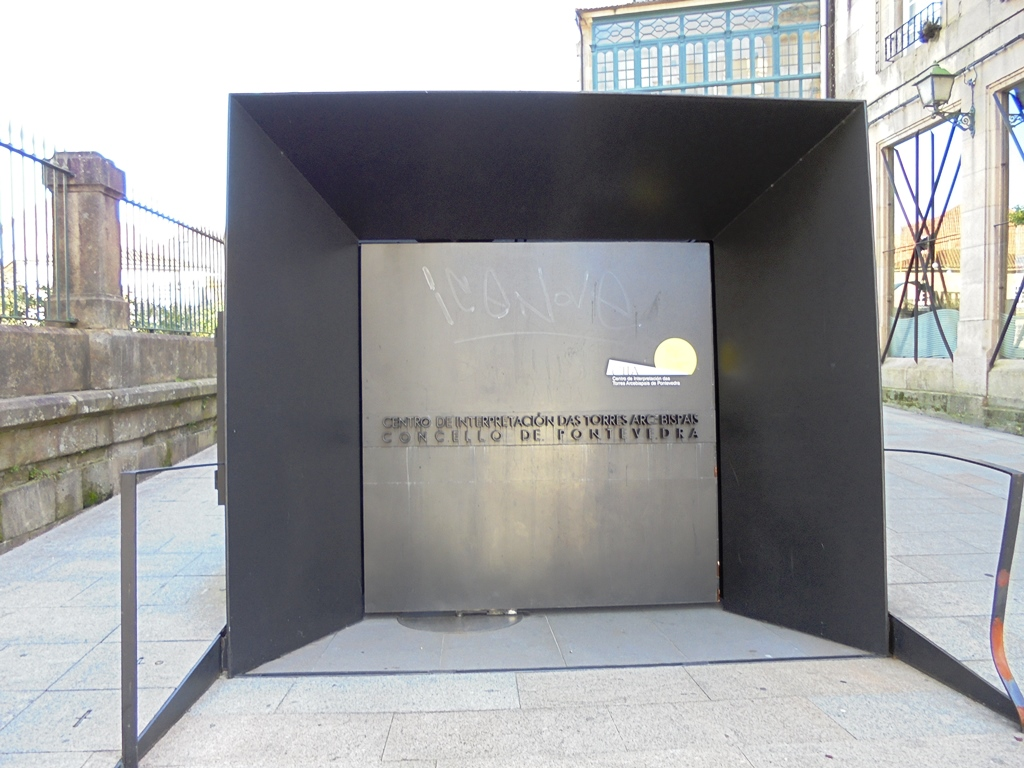
Entrada del museo.

El museo está gestionado por el ayuntamiento de Pontevedra y ocupa una superficie de 715 metros cuadrados en el subsuelo de la avenida de Santa María. En los laterales del museo longitudinalmente en el eje norte-sur, los muros interiores y exteriores de la fortaleza se presentan en una oscuridad calculada. La estructura incluye los pilares de un puente levadizo para acceder a la fortaleza y a los restos arqueológicos. El CITA sólo tiene un punto de acceso en la superficie, en forma de entrada de metro acristalada.

### Exposiciones
El museo está dividido en tres partes:
En la entrada, pantallas táctiles informan sobre la fortaleza medieval y de la época moderna de Pontevedra, así como sobre la construcción del palacio-fortaleza, reconstruido a partir de una maqueta táctil.
La parte central está dedicada a la puesta en valor de la escarpa y la contraescarpa y a las características defensivas del edificio. En esta parte se muestran pantallas interactivas con mapas de la ciudad y del puente levadizo y algunas bolas de piedra de catapulta y piezas de cerámica encontradas en las excavaciones. Se recrea un mapa de la ciudad en el siglo XV tras el que se puede ver el foso con la escarpa del palacio del siglo XVI y la contraescarpa exterior, así como los pilares que sostenían el puente levadizo del siglo XII.
Por último, en el fondo se proyecta un montaje audiovisual tridimensional.